# Пиеве д'Алпаго
Пиѐве д'Алпа̀го (на италиански: Pieve d'Alpago; на венециански: la Piève, ла Пиеве) е село в Северна Италия, община Алпаго, провинция Белуно, регион Венето. Разположено е на 690 m надморска височина.